# Nagi Matsumoto
Nagi Matsumoto (født 4. september 2001) er en japansk fodboldspiller, som spiller for den japanske fodboldklub Cerezo Osaka.